# نقل السياسة
إن نقل السياسة هي عملية استخدام المعرفة حول السياسات والترتيبات الإدارية والمؤسسات والأفكار خلال إطار سياسي واحد (ماضٍ أو حاضر) في وضع السياسات والترتيبات الإدارية والمؤسسات والأفكار إلى إطار سياسي آخر. ونلاحظ تاريخًا طويلاً من نقل السياسة لمختلف السياسات مثل سياسة عدم التسامح وقانون المسؤولية الشخصية وفرص العمل وانتقال مناطق تطوير الأعمال بين مختلف الدول القومية.

## بحث أكاديمي حول نقل السياسة
لقد كان نقل السياسة موضوعًا هامًا للبحث الأكاديمي، وتم ذلك أساسًا بواسطة العلماء السياسيين منذ التسعينيات. حيث لعب الجغرافيون بأواسط الألفية الثانية دورًا هامًا في هذه المناظرات (غالبًا ما يتم استخدام المصطلح تحركات السياسة بدلاً من نقل السياسة).
حيث قام كل من ديفيد دولويتز وديفيد مارش بإجراء دراسة(2000) بعنوان "التعليم من الخارج: دور نقل السياسة في المجال المعاصر لصنع السياسات"، وهو بحث أكاديمي يركز على القضايا المتعلقة بمن يشارك في نقل السياسة، وما الذي يتم نقله، والمكان الذي تنقل منه وإليه السياسة، ودرجات النقل والقيود المفروضة عليه، ومدى نجاح السياسة فور نقلها.ولقد ركزت المناظرات في الجغرافيا على التقنيات والوسائل التي يتم من خلالها نقل السياسات والأفكار - مثل الرحلات الدراسية، والمؤتمرات، والكتيبات الإرشادية لأفضل الممارسات - ذلك بالإضافة إلى دراسة كيفية وسبب تغيير شكل السياسة أثناء نقلها.

## وصلات خارجية
- Imagining Urban Futures: Policy transfer and urban policy mobilities research website